# Cao Yu
En aquest nom xinès, el cognom és Cao.
Cao Yu (xinès tradicional: 曹禺, xinès simplificat: 曹禺, pinyin: Cáo Yǔ; Wade-Giles: Ts'ao Yü; Tianjin, Xina; 1910 - Beijing; 13 de desembre del 1996) va ser un escriptor xinès contemporani, al que s'ha considerat com el millor dramaturg en llengua xinesa del segle xx. Les seves obres més conegudes són Lei yu, amb la qual es va donar a conèixer com a autor, Richu i Beijing ren.

## Biografia i obra

### Infància
Nascut a Tianjin en el si d'una família adinerada, el seu nom real era Wàn Jiābǎo (xinès tradicional: 萬家寶, xinès simplificat: 万家宝). La seva família procedia originalment de Qianjiang en la província de Hubei, però els negocis familiars havien dut als pares de Cao Yu a Tianjin, ciutat amb un ambient cosmopolita i forta influència occidental. Durant la seva infància, la seva mare el portava habitualment a veure representacions d'òpera xinesa tradicional, així com de les obres de teatre d'estil occidental que es començaven a escriure i representar a la Xina. El teatre segons models occidentals, per al qual es va encunyar el terme xinès huàjù (話劇 / 话剧) havia començat a penetrar en la Xina en el marc de la renovació cultural promoguda per intel·lectuals com Chen Duxiu i Hu Shih, i que va cristal·litzar l'any 1919, en el dit Moviment del Quatre de Maig.

### Inicis literaris

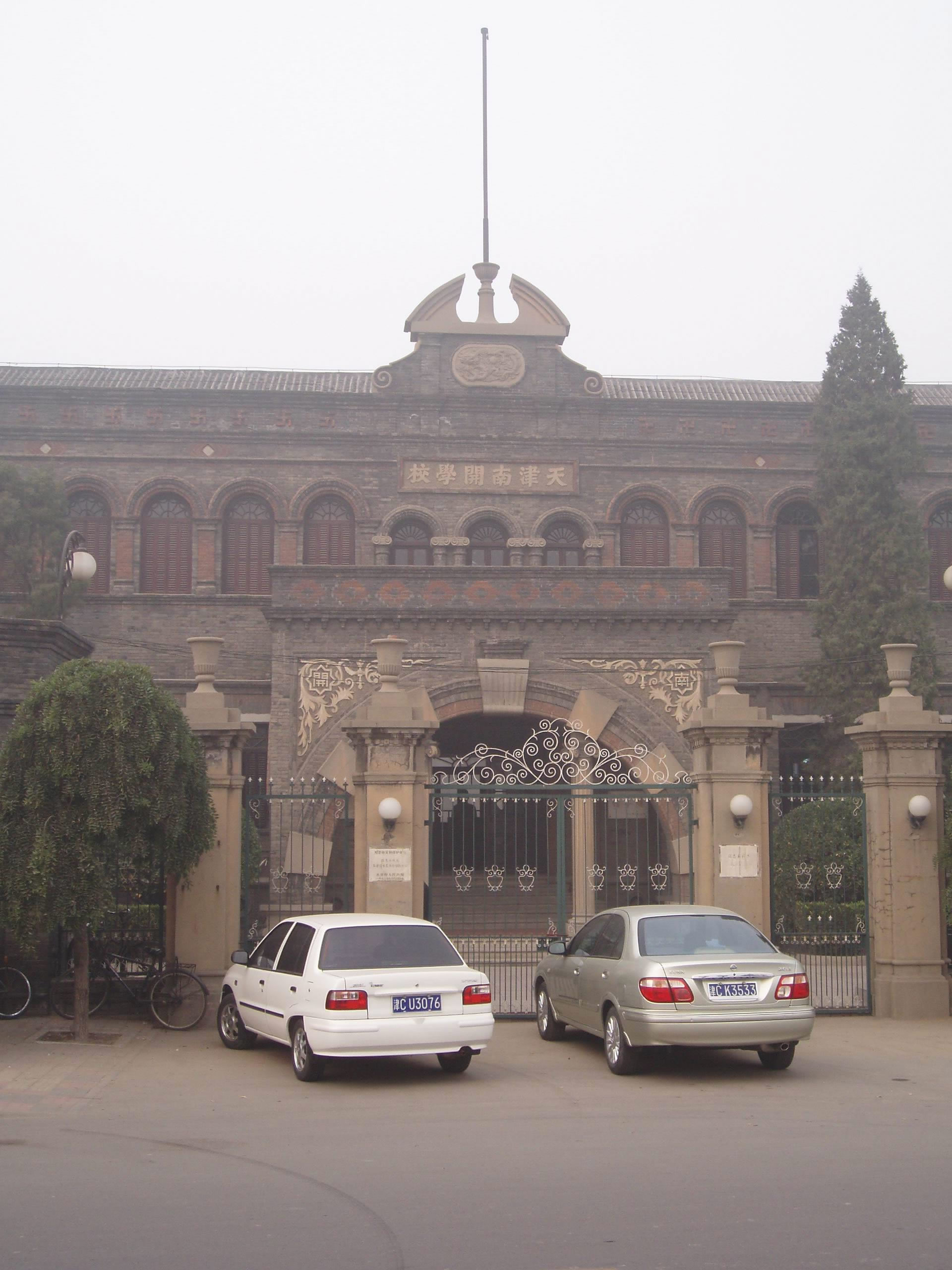
Escola de Nankai, on va estudiar Cao Yu.

Entre 1920 i 1924 Cao Yu va estudiar en l'escola secundària de Nankai, escola que impartia un programa d'estudis d'estil occidental. A més, Nankai comptava amb una societat d'art dramàtic en la qual els estudiants representaven obres occidentals, especialment les de Henrik Ibsen i Eugene O'Neill, els autors més coneguts a la Xina gràcies a les traduccions de Hu Shih. Cao Yu en va participar com a actor en moltes d'aqueixes representacions, arribant a assumir el paper femení de Nora en l'obra Casa de nines d'Ibsen. També va participar-hi en la traducció de l'obra Strife de John Galsworthy.
Després de la seva etapa a Nankai, Cao Yu va ingressar en la prestigiosa universitat pequinesa de Tsinghai, on es graduaria en Llengües i Literatura Occidentals el 1934. Durant els seus estudis universitaris, Cao Yu va millorar els seus coneixements de rus i anglès, i va haver de llegir obres d'autors de llengua anglesa com Bernard Shaw i Eugene O'Neill, i d'autors russos com Anton Txékhov i Maksim Gorki, així com, en traducció, clàssics grecs com Eurípides i Èsquil. Aquesta formació en literatura occidental marcaria el seu estil en un gènere, el teatre parlat, que tot just tenia tradició a la Xina. Durant el seu últim any en la universitat, Cao Yu completà la seva primera obra, Lei yu, que marcaria una fita en el teatre xinès del segle xx.
Mentre que les obres escrites pels dramaturgs xinesos anteriors a Cao Yu tenen un interès fonamentalment històric i tot just no han gaudit d'èxit crític ni popular, les obres de Cao Yu rebrien un gran èxit de públic i convertirien al seu autor en el primer dramaturg xinès de fama internacional.

### Lei yu
Lei yu ("La tempestat") és sens dubte l'obra dramàtica xinesa més popular del període anterior a la invasió japonesa. Va ser publicada per primera vegada en una revista literària dita Publicació Quadrimestral Literària, que havia estat fundada pels intel·lectuals Zheng Zhenduo i Jin Yi, el 1934. Poc després de la seva publicació en eixa revista, seria representada en la ciutat de Jinan i posteriorment en funcions de gran èxit a Xangai i a Tòquio en el 1935. El 1936, es va estrenar a Nanquín amb el mateix Cao Yu actuant en el paper protagonista. Després de l'èxit d'aquestes representacions, l'obra va ser duta al cinema en dues versions quasi coincidents en el temps produïdes a Xangai i Hong Kong el 1938. D'una altra versió, aquesta del 1957, en va ser un dels protagonistes l'actor Bruce Lee molt conegut per films d'arts marcials. La trama de l'obra gira entorn d'una família que es veu abocada a la destrucció psicològica i física per la depravació moral dels seus membres, dominats per la figura corrupta de Zhou Puyuan, el patriarca. L'escàndol que va acompanyar al tractament del tema de l'incest en l'obra va contribuir sens dubte a la fama assolida per aquesta obra que, malgrat que molts veuen en ella grans imperfeccions tècniques, és considerada la fita que va marcar la maduresa del gènere teatral modern a la Xina. Fins i tot aquells que han posat en dubte la qualitat literària de Cao Yu, com el famós crític C. T. Hsia, reconeixen que la popularització i consolidació del gènere teatral a la Xina es deu fonamentalment a les primeres obres de Cao.

### RichuiYuanye
La temàtica de la progressiva degradació moral de persones enfrontades a una societat hostil continuaria en la segona obra de Cao Yu, Richu ("L'alba"), publicada el 1936. En aquesta obra, es narra la història de diverses dones a Xangai la vida de les quals es desintegra enmig d'una falta d'afecte i de comprensió de la societat que les envolta, abocades a una destí tràgic del que no poden escapar. En el 1937, es va estrenar la seva tercera obra, Yuanye ("La selva", traduït també com "El bosc" o "El camp"), que va tenir menys èxit que les anteriors i que narra una història d'assassinats i venjances en un bosc. Els elements sobrenaturals i fantàstics en aquesta obra no van ser del gust dels crítics del seu moment, en una època que es valorava més el realisme social com el retratat en les dues primeres obres de Cao Yu. En els anys 1980, això no obstant, l'interès per formes narratives no realistes va recuperar l'interès gràcies a aquesta obra de Cao Yu, i el mateix autor va col·laborar en la producció d'una nova posada en escena. L'obra va ser portada al cinema el 1987.

### Producció literària durant l'ocupació japonesa
Després de la invasió japonesa de la Xina el 1937, Cao Yu es va refugiar en la ciutat central de Chongqing, al costat del govern de Chiang Kai-shek. Allí va escriure la seva quarta obra Tuibian ("La metamorfosi"), molt diferent de les anteriors al tractar-se d'una obra d'exaltació patriòtica. Representada per primera vegada en el 1939, aquesta obra està ambientada en un hospital militar que pateix els bombardejos aeris de l'exèrcit japonès. Aquest tipus de literatura dedicada a una causa política va esdevenir l'estil afavorit per la major part dels escriptors xinesos en l'època de guerra. Mentre en les zones controlades pel govern de Chongqing s'escrivien obres d'exaltació nacionalista, al nord, en la zona controlada pels comunistes de Mao, es desenvolupava un tipus de literatura al servei de la causa comunista.
L'any 1940, Cao Yu va completar l'escriptura de la seva cinquena obra de teatre, Beijing ren ("L'home de Pequín"), considerada la seva obra més profunda i aconseguida. Ambientada en el Pequín (llavors Beiping) de l'època, sorprenentment l'obra no al·ludeix a la guerra amb el Japó i narra la història d'una família acomodada vinguda a menys, que veu com el seu món tradicional s'enfonsa enmig de canvis socials als quals no és capaç d'adaptar-se. El títol de l'obra fa al·lusió a l'homínid anomenat home de Pequín, que va viure al nord de la Xina fa diversos centenars de milers d'anys. Amb aquest símil, Cao Yu destaca la incapacitat d'adaptar-se a la societat moderna de les famílies tradicionals ancorades en els usos i costums del passat.
El 1941, encara a Chongqing, Cao Yu va completar una adaptació teatral de la famosa obra La família del novel·lista Ba Jin. La seva última obra escrita durant l'ocupació japonesa va ser Qiao ("El pont"), publicada en el 1945 i que seria estrenada en el 1947, després del final de la guerra.
Durant la seva estada a Chongqing, Cao Yu va fer classes en l'escola d'art dramàtic de la ciutat i va completar una traducció de l'obra Romeu i Julieta de William Shakespeare.

### Viatge als Estats Units i tornada a la Xina
Després de la fi de l'ocupació japonesa, Cao Yu va viatjar als Estats Units al costat de Lao She, altre escriptor xinès de gran prestigi. Ambdós es passarien un any viatjant pel país. Després del seu retorn a la Xina, va ser contractat per uns estudis cinematogràfics de Xangai com guionista i director de la pel·lícula Dia de sol radiant (艷陽天 / 艳阳天 Yànyángtiān), estrenada en el 1946.

### L'obra de Cao Yu després de la proclamació de la República Popular
Després de la proclamació de la República Popular de la Xina el 1949, Cao Yu va esdevenir director del Grup de Teatre de l'Art Popular de Beijing, càrrec que conservaria fins a la seva mort. A pesar que en la seva joventut no s'havia mostrat proper a la ideologia comunista, les seves primeres obres, amb el seu retrat de la decadència i crueltat de la societat burgesa, admetien una interpretació en clau marxista, la qual cosa les va fer molt populars en la societat xinesa dels anys 1960, època en la qual la ideologia de Mao Zedong exigia que la creació literària estigués al servei de la causa comunista.
Al costat de les repetides posades en escena de les seves obres antigues, Cao Yu va continuar escrivint. En el 1956, es publicà i es va representar la seva obra Minlang de tian ("Cel resplendent"), i en el 1961, en la seva època de major reconeixement públic, va fer una incursió en el terreny del drama històric amb l'obra Dan jian pian ("El coratge i l'espasa"). Aquesta obra, encara que ambientada en l'època dels Regnes Combatents, al final de la dinastia Zhou, contenia al·lusions clares al fracàs de les polítiques de Mao Zedong, com el Gran Salt Endavant. Les crítiques a Mao i la lluita pel poder en la cúpula del buró polític de la República Popular desembocaria en la Revolució Cultural, campanya llançada per Mao per a reafirmar el seu poder i lluitar contra els elements burgesos i capitalistes tant en la política com en la cultura. Els atacs contra intel·lectuals durant la Revolució Cultural van afectar Cao Yu, que seria marginat fins a la seva rehabilitació després de la mort de Mao i la pujada al poder de Deng Xiaoping.
La seva última obra va ser Wang Zhaojun, estrenada l'any 1979. El 13 de desembre del 1996, a l'edat de 86 anys, Cao Yu transia a Beijing.